# كأس ملك إسبانيا 1930
كأس ملك إسبانيا 1930 (بالإسبانية: Copa del Rey de Fútbol 1930) هو الموسم 30 من كأس ملك إسبانيا. أشرف على تنظيمه الاتحاد الملكي الإسباني لكرة القدم، وكان عدد الأندية المشاركة فيه 31 نادي، وفاز فيه أتلتيك بيلباو.